# Johann Pachelbel
Johann Pachelbel (IPA: [ˈpaxɛlbl̩, ˈpaxl̩bɛl, paˈxɛlbl̩], pokřtěn 1. září 1653 Norimberk – 3. března 1706 tamtéž) byl německý barokní skladatel, varhaník a pedagog, jeden z nejdůležitějších skladatelů doby středního baroka. Složil velké množství duchovních i světských skladeb.
Jeho práce se těšila obrovské popularitě, vyučoval mnoho žáků a jeho hudba se stala vzorem pro téměř všechny německé skladatele. Dnes je jeho nejznámějším dílem Kánon v D dur - jediný kánon, který napsal. Mezi jeho další známé skladby patří Ciaccona v f moll, Toccata v e moll pro varhany a Hexachordum Apollinis.
Pachelbelova tvorba byla ovlivněna vlivy jihoněmeckých skladatelů, především Johanna Jakoba Frobergera a Johanna Kaspara Kerlla a některými italskými skladateli, například Girolamo Frescobaldim a Alessandro Pogliettim.

## Život

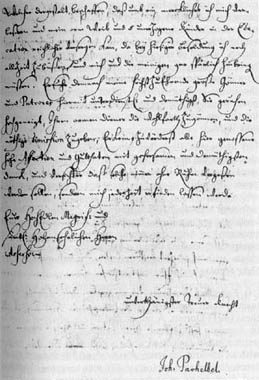
Pachelbelův dopis

Johann Pachelbel se narodil roku 1653 v Norimberku jako syn vinaře Johanna Pachelbela a jeho druhé manželky Anne Marie Mair. Přesné datum jeho narození není známo, ale podle data jeho křtu (1. září 1653) se usuzuje, že se narodil pravděpodobně na konci srpna roku 1653. Patrně pocházel z rodu, jehož člen Wolfgang byl do pobělohorské rekatolizace posledním evangelickým purkmistrem Chebu.
Již v mládí se u Pachelbela projevovaly intelektuální schopnosti a hudební talent. Při studiu ve škole u norimberského chrámu sv. Vavřince (Sankt Lorenz) se učil základní hudební teorii u Heinricha Schwemmera, pozdějšího norimberského kantora, a kompozici a hru na varhany u G. C. Weckera. Navštěvoval také Auditorium Aegidianum, další výuku pro studenty z městských kulturních rodin.
29. června 1669 započal své studium na univerzitě v Altdorfu a stal se zároveň varhaníkem místního kostela. Z této univerzity byl však donucen odejít ještě dříve než dokončil první rok studia, protože jeho otec si už nemohl dovolit platit Johannovi vzdělání.
Ve studiu ale pokračoval dále, protože získal stipendium na Gymnasiu Poeticu v bavorském Řezně. V průběhu tohoto studia se učil hudbě u Kaspara Prentze, žáka Johanna Caspara Kerlla, který byl pravděpodobně ovlivněn významným italským skladatelem Giacomem Carissim. To je možná jeden z důvodů, proč se Pachelbel začal zajímat o soudobou italskou a také církevní hudbu.
V roce 1673 se stal zástupcem varhaníka v katedrále Sv. Štěpána ve Vídni, kde hrál díla katolických skladatelů, přestože sám se hlásil k luteránství. 4. května 1677 se stal dvorním varhaníkem v Eisenachu v zaměstnání vévody Saska-Eisenachu. Po smrti vévodova bratra však byla omezena hudební činnost na dvoře a Johann Pachelbel musel opustit Eisenach a od května 1678 našel na 12 let zaměstnání jako varhaník v luteránském kostele Predogerkiche v Erfurtu. Tam se také 25. října 1681 poprvé oženil, a to s Barbarou Gablerovou. Barbara zemřela spolu s Pachelbelovým synem v září 1683 na mor. Předpokládá se, že tato nešťastná chvíle zapříčinila vydání Musicalische Sterbens-Gedancken. 24. srpna 1684 se oženil s Judith Drommer, se kterou měl pět synů a dvě dcery.
Během svého pobytu v Eisenachu a Erfurtu se stýkal s rodinou Bachů. Ambrosius Bach, otec Johanna Sebastiana Bacha ho dokonce požádal, aby se stal kmotrem jeho dcery Johanny Judity a učitelem hudby Ambrosiova syna Johanna Christopha.
Pachelbel byl v Erfurtu velice oblíbený a úspěšný varhaník, ale přesto nastoupil roku 1690 jako dvorní varhaník ve Stuttgartu, odkud musel na podzim 1692 odejít kvůli francouzské invazi do Porýní. Už v tom samém roce se ale vrátil do Durynska a stal se městským varhaníkem v Gotě. Během svého působení zde dostal nabídku místa varhaníka v Oxfordu a také nabídku vrátit se do Stuttgartu. Oba tyto návrhy odmítl.
Po smrti Georga Caspara Weckera, varhaníka v norimberském chrámu svatého Sebalda, nastoupil na jeho místo právě Pachelbel, který na tomto místě setrval až do smrti. Za jeho výdaje na cestě do Norimberku mu městská rada vyplatila 30 guldenů.

## Dílo
Přestože Pachelbela po celý život zaneprazdňovala hra na varhany, byl to velice produktivní skladatel. Psal skladby pro varhany, cembalo, pro komorní soubory a různé vokální skladby.
Skládal liturgickou varhanní hudbu k luteránským bohoslužbám. Například fugy Magnificat vnikly, aby obohatily a zkrášlily večerní mše v norimberském Sebaldově chrámu. Ve varhanních skladbách můžeme najít tokáty, fantasie, fugy a chaconny. V jeho dílech pro ostatní klávesové nástroje najdeme fugy, suity a sady různých variací. Pachelbel se také velmi věnoval vokální hudbě, kde se projevuje jeho snaha o jednoduchou, jasnou a průzračnou hudbu plnou výrazu.
Jeho první zaznamenané skladby, dvě árie pochází z roku 1679.

### Liturgická varhanní hudba

#### Chorály
V Pachelbelových chorálech se projevuje jeho znalost jak starší hudby tak hudby jeho doby.
V jeho chorálu Acht Choräle zum Praeambulieren je zobrazována antika pomocí tří prostředků 16. století: bicinia, zdobenosti melodie a polyfonní melodie, kde cantem firmem zpívá tenor. V tomto chorálu se projevují znaky fugy. V některých částech se zde také vyskytuje další charakteristický znak: melodie sopránu nebo basu je založená na dlouhých tónech a ostatní hlasy předjímají každou následující frázi hlasu s hlavní melodií.

#### Magnificat
Fugy Magnificat vznikaly převážně za Pachelbelova působení v Sebaldově chrámu v Norimberku. Jeho provedení Magnificatu zahrnuje skromný varhanní doprovod, který dává prostor pro výraznost zpěváků

### Další hudba

#### Jiná varhanní hudba
Do této skupiny řadíme například Hexachordum Apollinis a jiné skladby jako ouvertury, tokáty, fantasie, fugy a chaccony.

#### Hudba pro ostatní klávesové nástroje
Pro tyto nástroje skládal Pachelbel suity a variace.

#### Komorní hudba
Pravděpodobně nejdůležitějším dílem z této kategorie je Musicalische Ergötzung tvořen šesti suitami pro dvoje housle a basso continuo. Každá z těchto suit se skládá ze sonáty následované řadou tanců.

#### Vokální hudba
Kromě ryze sakrální vokální hudby napsal Pachelbel i několik árií, většinou pro sólový hlas s doprovodem nástrojů, a motet.

## V populární hudbě
Motiv z Kánonu v D dur použila řecká hudební skupina Aphrodite's Child ve skladbě Rain and Tears (1968).